# 中泊町立小泊中学校
中泊町立小泊中学校（なかどまりちょうりつ こどまりちゅうがっこう）は、青森県北津軽郡中泊町小泊にあった公立中学校。

## 概要
旧小泊村を学区とし、小泊小学校からの児童が進学してくる。生徒数は36人（2022年時点）。

## 沿革
- 1947年（昭和22年）
  - 3月6日 - 新制中学校設置に関する協議会開催。
  - 3月11日 - 新学制対策協議会を開催し、5学級編成に対し、公会堂を改造した2教室、小学校校舎2教室と他1教室を2部授業で発足することを決定。
  - 4月1日 - 学制改革により、小泊村立小泊中学校設立。
  - 4月21日 - 開校式挙行。
  - 10月8日 - この日から翌日にかけて、校舎新築用地の伐採作業。
- 1948年（昭和23年）
  - 3月12日 - 校舎新築用地の除雪作業。
  - 3月16日 - 26日までと4月7日から7月末日まで、校舎新築用地の整地作業。
  - 5月27日 - 新校舎2教室使用。
  - 6月15日 - 新校舎への移転作業。
  - 6月30日 - 校舎竣工式。
- 1949年（昭和24年）
  - 2月7日 - 下前季節分校設置認可。下前小学校校舎に併設。
  - 3月31日 - 下前中学校分離独立認可される。
- 1951年（昭和26年）
  - 7月2日 - 校舎新築協議会開催。
  - 7月23日 - 校舎新築予定地の測量。
  - 9月8日 - この日から15日まで、校舎新築予定地の整地作業。
  - 9月18日 - 新校舎地鎮祭。
  - 10月28日 - 新校舎上棟式。
- 1952年（昭和27年）
  - 1月3日 - 新校舎へ移転。
  - 1月14日 - 新校舎第一期工事落成式。
- 1953年（昭和28年）6月5日 - 通学路改修工事。
- 1954年（昭和29年）7月10日 - 講堂落成式。
- 1957年（昭和32年）11月15日 - 浜村・上村地区の大火により、11月16日を臨時休校とした。
- 1958年（昭和33年）
  - 5月1日 - 校歌制定。
  - 6月27日 - 創立10周年記念式典。ピアノ・校内放送機が披露された。
- 1959年（昭和34年）9月26日 - 伊勢湾台風により、屋根が損壊する被害が出た。
- 1961年（昭和36年）
  - 10月23日 - 特別教室（音楽室・理科室・技術室・家庭科室）新築工事着工。
  - 11月9日 - 特別教室完成。
- 1963年（昭和38年）2月4日 - NHKより、テレビが寄贈される。
- 1964年（昭和39年）6月30日 - 来賓・職員用玄関完成。
- 1965年（昭和40年）4月5日 - 校内放送設備改修。
- 1967年（昭和42年）7月1日 - 創立20周年記念式典。
- 1968年（昭和43年）
  - 1月26日 - 小泊・下前両中学校統合に関する公聴会開催。
  - 10月4日 - 村議会は、小泊・下前両中学校統合を決議。校地を、字鮫貝196番188号とする。
- 1969年（昭和44年）
  - 2月21日 - 統合中学校設置届出。
  - 4月1日 - 旧小泊中学校、下前中学校を統合し、新たに小泊中学校として発足。新校舎完成までの間、旧小泊中学校校舎を小泊校舎と、下前中学校校舎を下前校舎とそれぞれする[2]。
  - 6月17日 - 両校舎合同で修学旅行実施。
- 1970年（昭和45年）
  - 3月 - 統合校舎第一期工事完成。
  - 4月6日 - 公民館にて、両校舎合同入学式挙行。PTA・生徒会も、統合中学校として一本化。
  - 4月x日 - 統合校舎第二期工事着工。第三期工事（体育館）基礎工事着工。
- 1971年（昭和46年） 
  - 2月1日 - 統合小泊中学校校歌制定（作詞ː三上徳司、作曲ː西山豊）。
  - 3月9日 - 小泊校舎・下前校舎で、閉校式挙行。
  - 3月x日 - 統合校舎第三期工事完成。
  - 3月17日 - 新校舎体育館にて、統合第二回卒業式挙行。
  - 3月22日 - 新校舎への移転作業。
  - 4月1日 - 両校舎で、閉校式が挙行される。新校舎への移転が完了し、実質統合となる。
  - 6月14日 - 校庭・屋外運動場拡張第一期拡張工事着工。
  - 7月15日 - 校庭・屋外運動場拡張第一期拡張工事完成。
  - 10月1日 - 校舎新築落成式。
- 1973年（昭和48年）7月13日 - グラウンド整地着工。
- 1975年（昭和50年）7月9日 - グラウンド砂防工事。
- 1977年（昭和52年）9月11日 - 水道工事完了。
- 1978年（昭和53年）7月22日 - 校旗制定、樹立式挙行。
- 1979年（昭和54年）8月24日 - グラウンド東側にフェンス増設。
- 1980年（昭和55年）
  - 8月21日 - プール完成、プール開き実施。
  - 8月25日 - グラウンド周辺のフェンス増設。
  - 9月10日 - 校舎北西側にフェンス増設。
- 1982年（昭和57年）7月28日 - ボイラー取替工事。
- 1986年（昭和61年）7月9日 - 小泊村道小泊中学校1号線、延長120mの土留工事及び歩道完成。
- 1988年（昭和63年）
  - 7月16日 - プールサイドのフェンス北側補修。
  - 7月22日 - グランド校舎側のフェンス補修。
  - 8月20日 - 体育館玄関と用具式典・更衣室の天井補修。
- 1989年（平成元年）8月25日 - 統合20周年記念式典。
- 1992年（平成4年）
  - 7月22日 - コンピュータ室工事着工。
  - 9月30日 - コンピュータ室完成。
- 1994年（平成6年）8月29日 - 暖房機交換工事完了。
- 2005年（平成17年）3月28日 - 町村合併により、中泊町立中泊中学校と改称。
- 2011年（平成23年） - 新体育館完成[3]。
- 2019年（令和元年）11月9日 - 統合50周年記念式典挙行[4]。
- 2022年（令和4年）4月1日 - 小泊小学校と統合し、小中一貫校「こどまり学園」開校[5]。なお、こどまり学園校舎は、本校所在地（小泊字砂山1076-3）に新たに建設された。

## 部活動

### 運動部
- 女子バレーボール部[6]
- 野球部
- 陸上競技部
- 剣道部

### 文化部
- 吹奏楽部

## 学区
- 大字小泊（旧小泊村域）[7]

## 参考資料
- 『小泊村史 下巻』（小泊村・1998年3月31日）269頁～274頁「第8編 教育・文化・民族、第1章 学校教育、第二節 村内各校の沿革、3 小泊中学校（字鮫貝196-188）」に記載の沿革。